# Matheus Araujo
Matheus de Araujo Andrade, né le 22 mai 2002 à Osasco, plus connu sous le nom de Matheus Araujo ou simplement Matheus, est un footballeur brésilien qui joue au poste de milieu offensif avec les Ceará ainsi qu'en équipe du Brésil des moins de 17 ans.

## Carrière

### En club
Matheus est sous contrat avec le club de São Paulo des Corinthians jusqu'en 2022, avec une clause libératoire estimée à 50 millions d'euros.

### En sélection nationale
En octobre et novembre 2019, il est sélectionné pour la Coupe du monde des moins de 17 ans au Brésil. L'équipe du Brésil y remporte la finale de la compétition, qu'elle n’a plus atteint depuis 2003. Aurojo rentre notamment en jeu lors de cette finale contre le Mexique dont il joue la dernière demi heure.

## Palmarès
Équipe du Brésil des moins de 17 ans
- coupe du monde des moins de 17 ans
  - Vainqueur en 2019.

 Ceará SC
- Championnat du Ceará: 2025

## Statistiques
| Saison                | Club                  | Championnat           | Championnat | Championnat | Championnat | Coupe(s) nationale(s) | Coupe(s) nationale(s) | Coupe(s) nationale(s) | Compétition(s) continentale(s) | Compétition(s) continentale(s) | Compétition(s) continentale(s) | Compétition(s) continentale(s) | Ligue régionale | Ligue régionale | Ligue régionale | Total | Total | Total |
| Saison                | Club                  | Division              | M.          | B.          | P.d.        | M.                    | B.                    | P.d.                  | Comp.                          | M.                             | B.                             | P.d.                           | M.              | B.              | P.d.            | M.    | B.    | P.d.  |
| 2021                  | Corinthians           | Série A               | -           | -           | -           | -                     | -                     | -                     | CS                             | -                              | -                              | -                              | 1               | 0               | 0               | 1     | 0     | 0     |
| 2022                  | Corinthians           | Série A               | -           | -           | -           | 1                     | 0                     | 0                     | CL                             | -                              | -                              | -                              | -               | -               | -               | 1     | 0     | 0     |
| 2023                  | Corinthians           | Série A               | 1           | 1           | 0           | 1                     | 0                     | 0                     | CL                             | -                              | -                              | -                              | 4               | 0               | 1               | 6     | 1     | 1     |
| Total sur la carrière | Total sur la carrière | Total sur la carrière | 1           | 1           | 0           | 2                     | 0                     | 0                     | -                              | -                              | -                              | -                              | 5               | 0               | 1               | 8     | 1     | 1     |